# Гудлторисова сага
Гудлторисова сага (исл. Gull-Þóris saga) једна је од средњовековних исландских сага из циклуса Сага о Исланђанима. Тачно време настанка саге је непознато, а верује се да је најстарија верзија написана пре 1280. године.  
Сага прати причу о локалном племићу из Торскафјердира Гулториру Одсону (исл. Gull-Þórir Oddsson), његове авантуре и сукобе са првим суседом Хадлом. На почетку саге описује се време у ком су се Торир и његов отац Одр доселили на Исланд. Потом Торир заједно са Хирнингом, сином Хадловим, одлази у Финмарк где убија неколико змајева у једној пећини и узима њихово благо. По повратку на Исланд долази до сукоба са Хадлом који је тражио део злата за себе, На крају Торир убија Хадла и његовог старијег сина Рауда и мири се са својим партнером Хирнингом.  